# Weidenblättriger Alant
Der Weidenblättrige Alant oder Weiden-Alant (Pentanema salicinum (L.) D.Gut.Larr., Santos-Vicente, Anderb., E.Rico & M.M.Mart.Ort., Syn.: Inula salicina L.) ist eine Pflanzenart aus der Gattung der Pentanema innerhalb der Familie der Korbblütengewächse (Asteraceae).

## Beschreibung

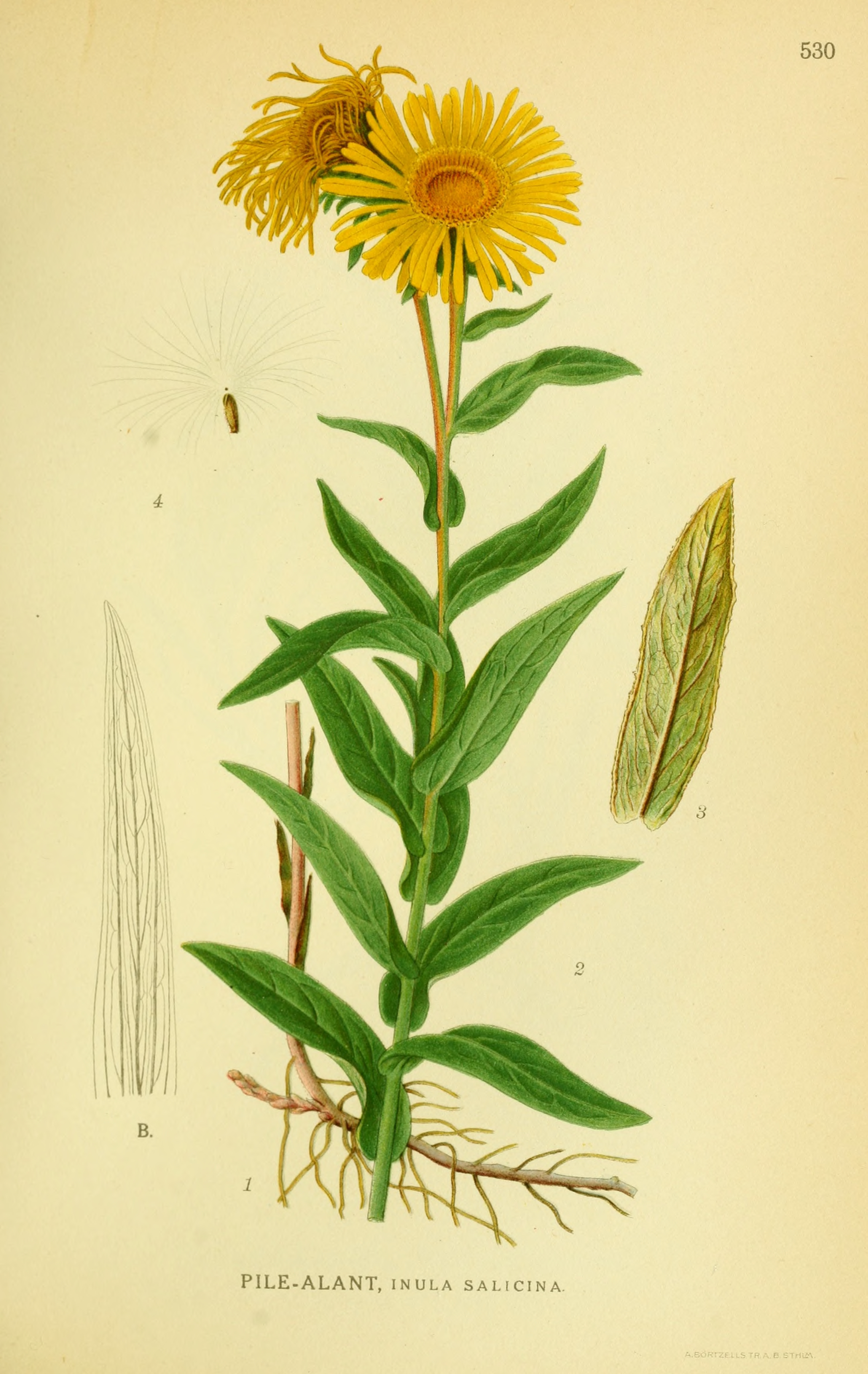
Illustration: 1 Unterer Teil der Pflanze. 2 Oberer Teil der Pflanze. 3 Herbstliches Blatt, Unterseite. 4 Frucht (x3). B Zum Vergleich Blatt vom Inula ensifolia mit deutlich anderer Nervatur (x1,5).

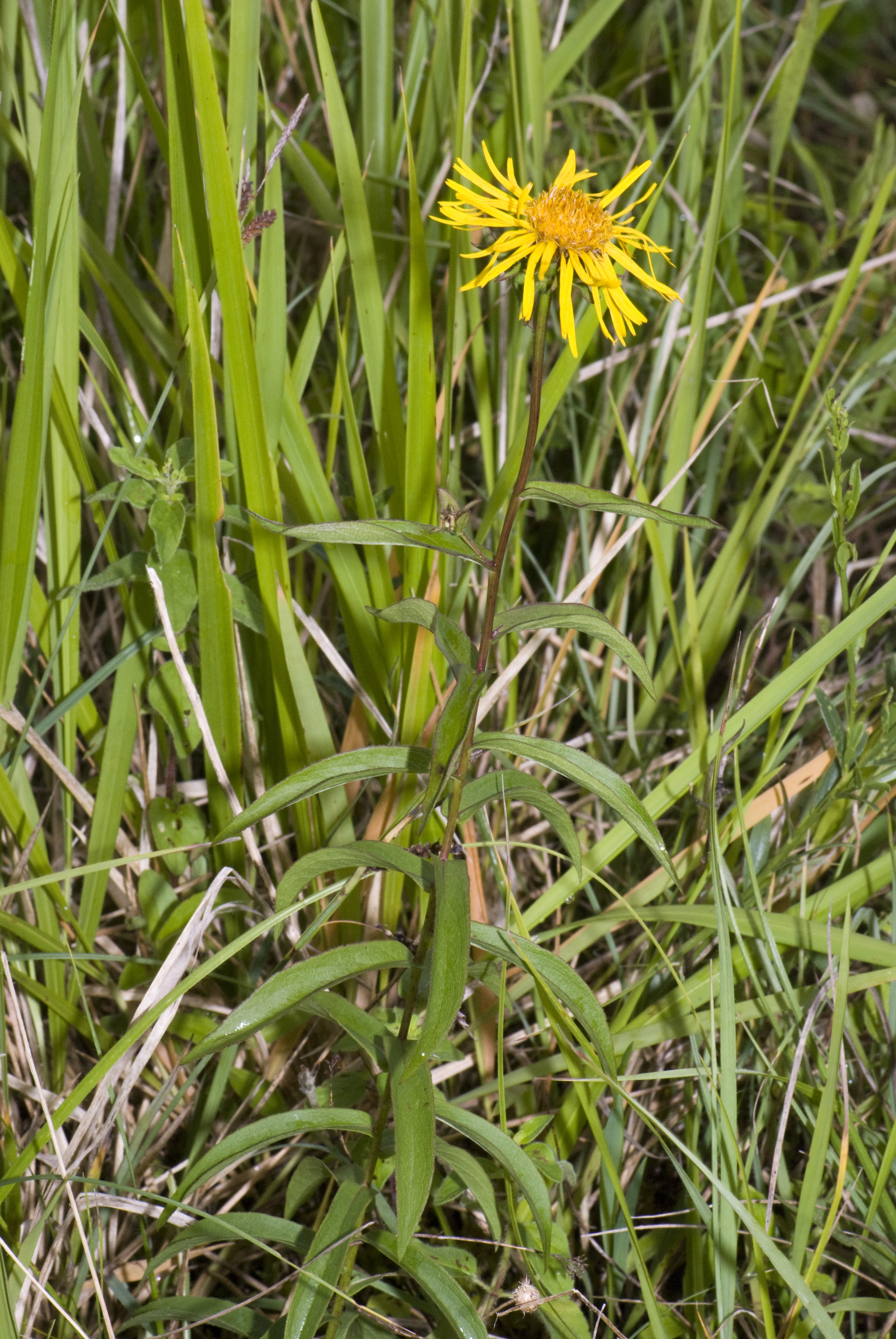
Habitus, Laubblätter und Blütenstand

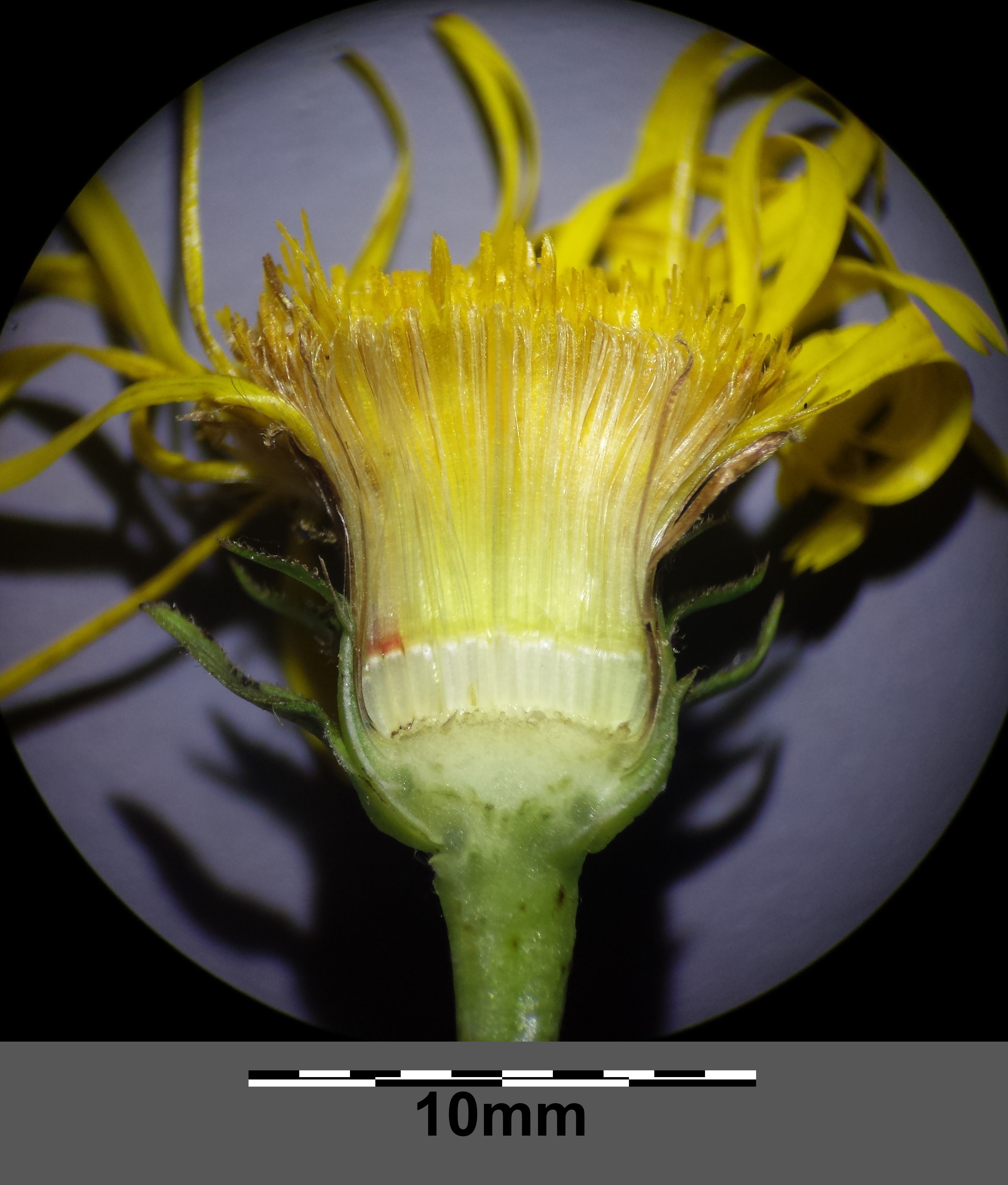
Blütenkorb, geschnitten

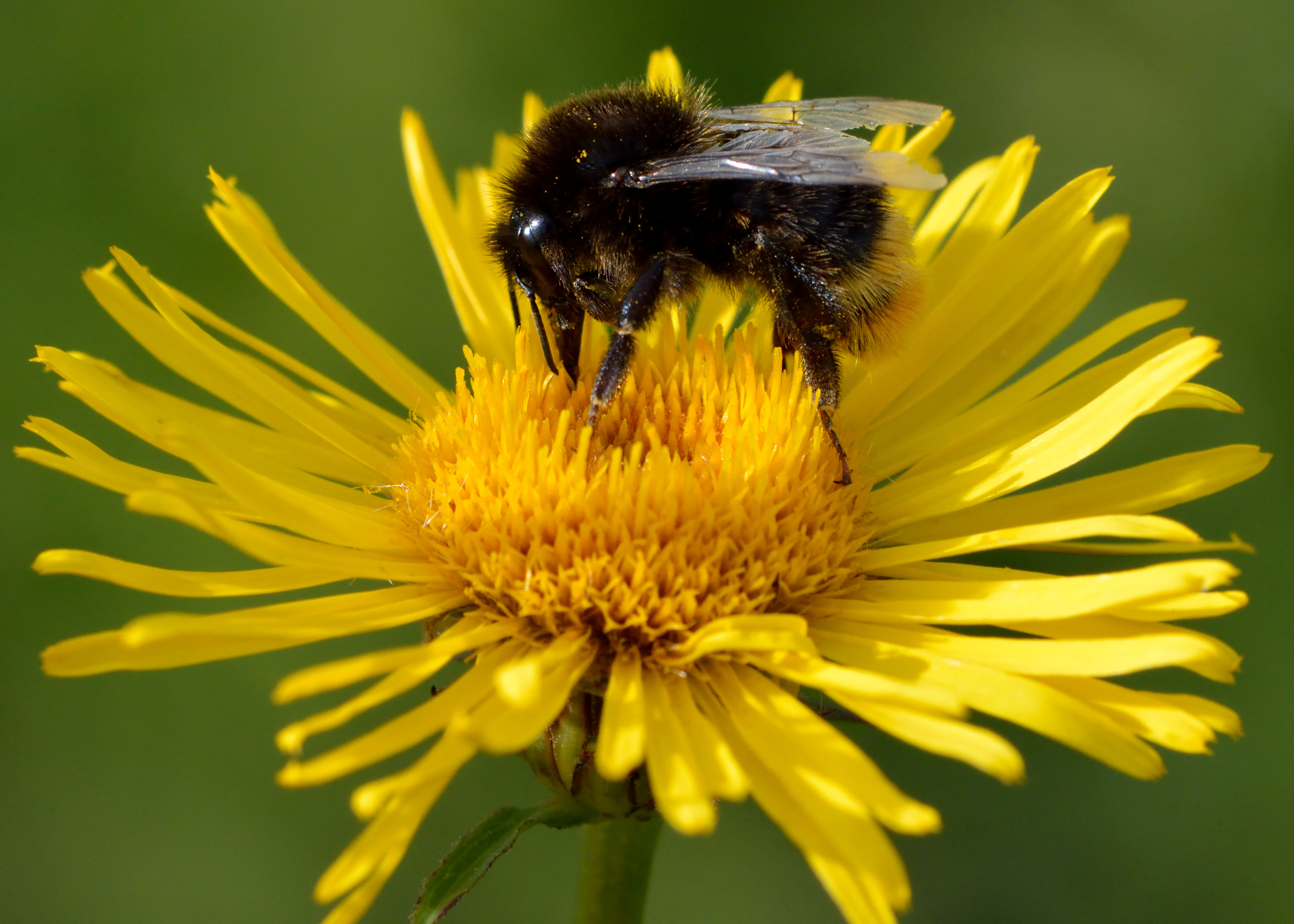
„Blumenbesuch“ von Bombus lapidarius

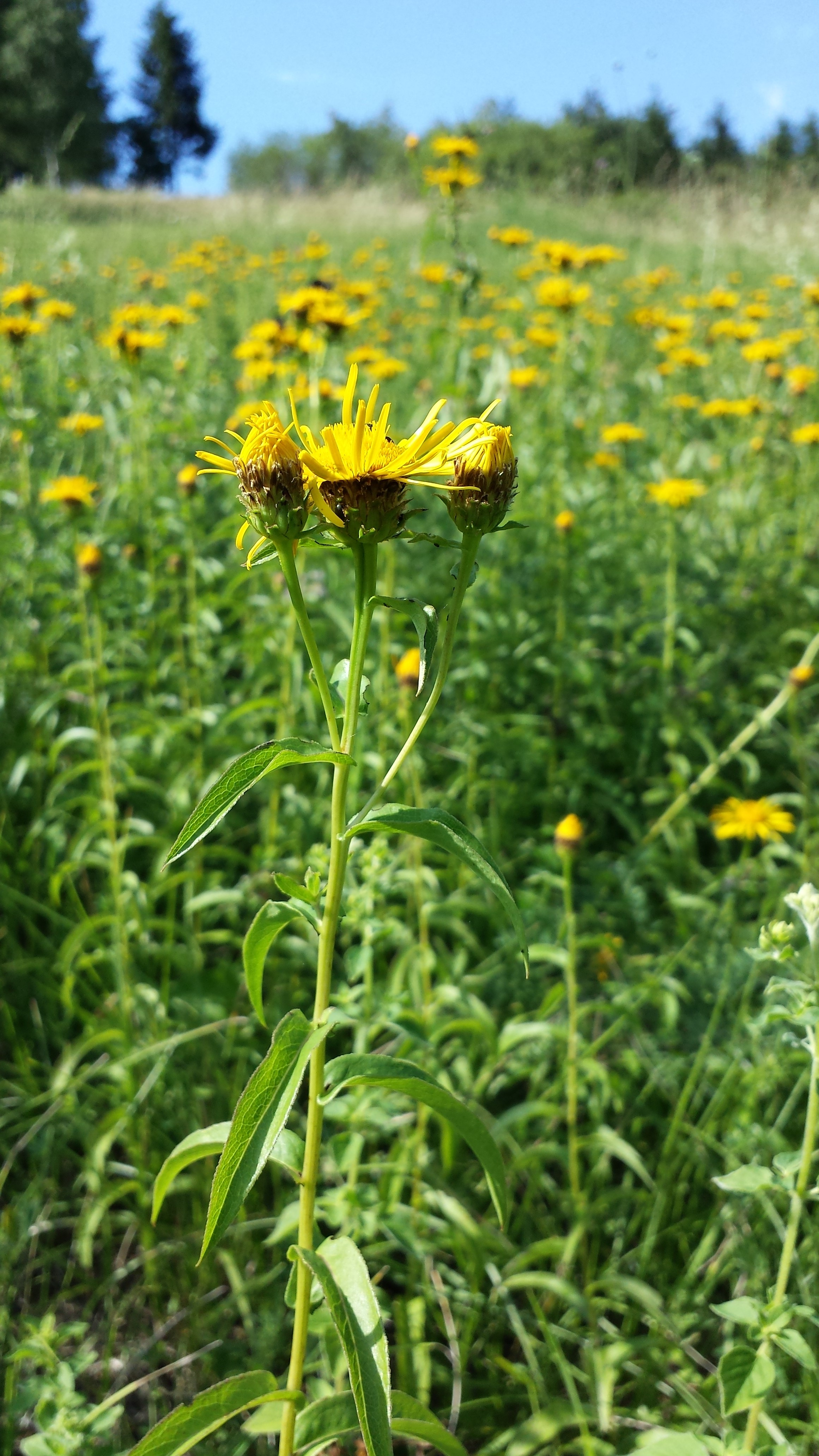
Habitus im Habitat

### Vegetative Merkmale
Beim Weidenblättrigen Alant es handelt sich um eine ausdauernde krautige Pflanze, die Wuchshöhen von 25 bis 75 Zentimetern erreicht. Sie wächst rasig. Der selbständig aufrechte Stängel verzweigt sich meist erst im oberen Bereich. Die oberirdischen Pflanzenteile sind mehr oder weniger kahl; höchstens die Nerven auf der Unterseite der Blätter und der untere Teil des Stängels ist kurzborstig behaart.
Die grasgrünen, mehr oder weniger rechtwinklig abstehenden Laubblätter sind die unteren gestielt und die oberen sitzend. Die einfache Blattspreite ist ganzrandig, länglich-lanzettlich bis länglich-eiförmig und leicht bogig nach unten gekrümmt. Sie sind kahl und am Rand schwach bewimpert, unterseits haben sie keine Drüsen. Auf der Blattoberseite ist deutlich Netznervigkeit erkennbar. Die Nerven auf der Blattunterseite sind kurz borstig behaart. Die oberen Stängelblätter sitzen mit herzförmigem Grund, der den Stängel zum Teil umfasst.

### Generative Merkmale
Die Blütezeit reicht von Juni bis Oktober. Die im Durchmesser 2,5 bis 4 Zentimetern großen Blütenkörbchen stehen meist einzeln, seltener in Gruppen von bis zu fünf an den oberen Enden der Stängel. Die Hüllblätter der Blütenkörbchen sind kurz sowie dicht bewimpert und die äußeren Hüllblätter sind zurückgekrümmt.
Die Blütenkörbe enthalten gelbe Zungen- und Röhrenblüten, wobei die Zungenblüten oft länger als die Röhrenblüten sind. Die Zungenblüten = Strahlenblüten sind weiblich und zygomorph mit 10 bis 15 Millimeter langer und 1 Millimeter breiter Zunge.
Die Achänen sind etwa 2 Millimeter lang, kahl und tragen einen 7 bis 8 Millimeter langen Pappus aus braunen Borsten.
Die Chromosomengrundzahl beträgt x = 8; es liegt Diploidie mit einer Chromosomenzahl von 2n = 16 vor.

## Ökologie
Beim Weidenblättrigen Alant handelt es sich um einen Hemikryptophyten. Der Weidenblättrige Alant ist eine rasig wachsende Halbrosettenpflanze. Auch vegetative Ausbreitung durch verholzende Ausläufer als Wurzelkriecher findet statt.
Bei den Blütenkörben handelt es sich blütenöklogisch um Blumen. Die Bestäubung erfolgt durch Bienen und Grabwespen.
Als Diasporen werden die Achänen mit ihrem Pappus aufgebreitet. Die Sinkgeschwindigkeit der „Schirmchen“ beträgt 0,27 m/s.

## Vorkommen
Der Weidenblättrige Alant ist in Europa außer im Norden verbreitet und darüber hinaus in Asien bis Japan und Korea anzutreffen. In den östlichen Vereinigten Staaten ist er ein Neophyt. Im nordwestlichen deutschen Tiefland ist er selten. In den Allgäuer Alpen steigt er am Rindberg bei Sibratsgfäll in Vorarlberg bis in eine Höhenlage von 1000 Meter auf, im Wallis sogar bis 1450 Meter.
In Mitteleuropa ist der Weidenblättrigen Alant zerstreut in Moorwiesen oder in Halbtrockenrasen, im Saum sonniger Gebüsche und Wälder und an Wegrainen zu findet. Diese kalkholde Pflanzenart gedeiht am besten auf trockenen bis feuchten, basen- und humusreichen Böden an hellen Standorten. Nach Ellenberg ist es eine Lichtpflanze, ein Basen- und Kalkzeiger. Sie ist eine Charakterart des Verbands der Pfeifengras-Streuwiesen (Molinion).
Die ökologischen Zeigerwerte nach Landolt et al. 2010 sind in der Schweiz: Feuchtezahl F = 3+w+ (feucht aber stark wechselnd), Lichtzahl L = 4 (hell), Reaktionszahl R = 4 (neutral bis basisch), Temperaturzahl T = 3+ (unter-montan und ober-kollin), Nährstoffzahl N = 2 (nährstoffarm), Kontinentalitätszahl K = 3 (subozeanisch bis subkontinental), Salztoleranz 1 (tolerant).

## Taxonomie
Die Erstveröffentlichung erfolgte 1753 unter dem Namen (Basionym) Inula salicina L. durch Carl von Linné in Species Plantarum, S. 882. Nach Gutiérrez-Larruscain et al. 2018 sind einige Arten aus der Gattung Inula in die Gattung Pentanema zu stellen. Es erfolgte eine Neukombination zu Pentanema salicinum (L.) D.Gut.Larr., Santos-Vicente, Anderb., E.Rico & M.M.Mart.Ort. in David Gutiérrez-Larruscain, Maria Santos-Vicente, Arne A. Anderberg Enrique Rico, M. Martínez-Ortega: Phylogeny of the Inula group (Asteraceae: Inuleae): evidence from nuclear and plastid genomes and a recircumscription of Pentanema. In: Taxon, Volume 67, Issue 1, März 2018 auf Seite 159.

## Ähnliche Arten und Hybriden
Recht ähnlich ist das Weidenblättrige Ochsenauge (Buphthalmum salicifolium), das etwas breitere Zungenblüten (bis 2,5 Millimeter) und linealische Spreublätter in den Blütenkörbchen hat. Es hat außerdem Laubblätter, die zum Grund hin verschmälert und nicht halbstängelumfassend sind.
Inula salicina bildet gelegentlich Hybriden, beispielsweise:
- Inula ×rigida Döll = Rauer Alant (Inula hirta) × Inula salicina[2]
- Inula ×vrabelyiana Kern. = Schwert-Alant (Inula ensifolia) × Inula salicina[2]